# Beierse Congregatie

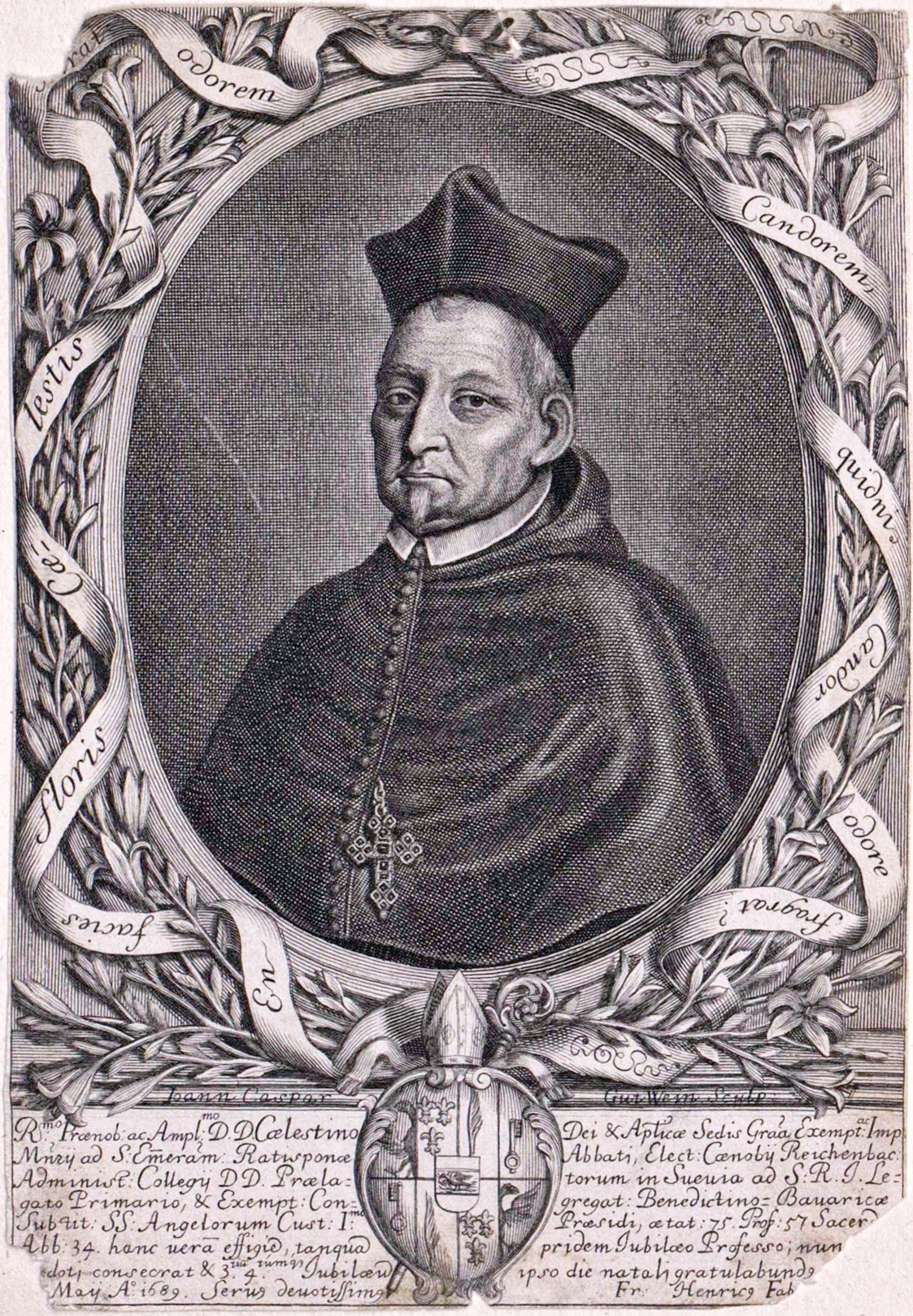
Abt Coelestin Vogl (1613-1691) van de abdij van Sankt Emmeram, drijvende kracht bij de oprichting van de congregatie en eerste abtpreses van de congregatie (1684-1689).

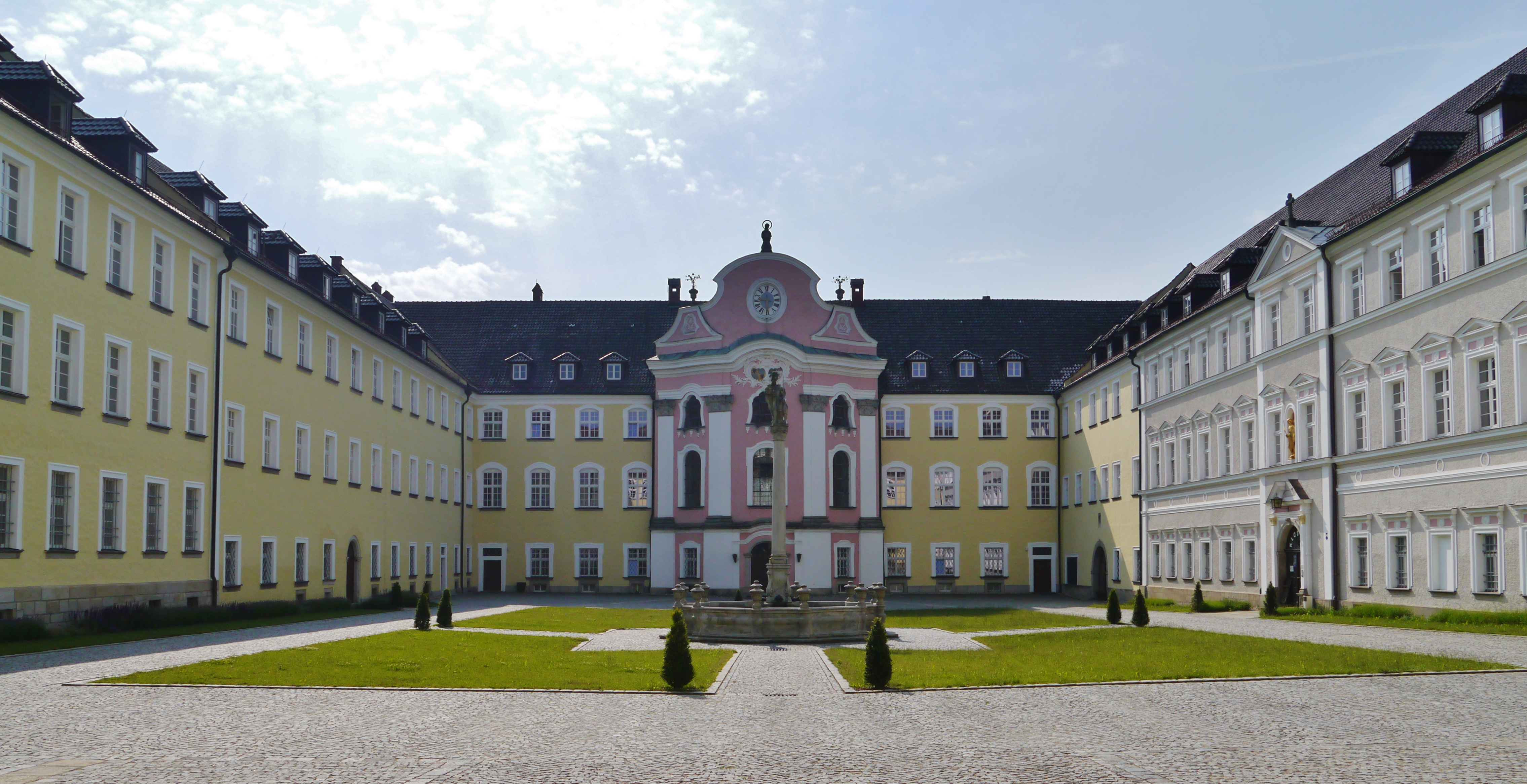
Binnenhof van de abdij van Metten

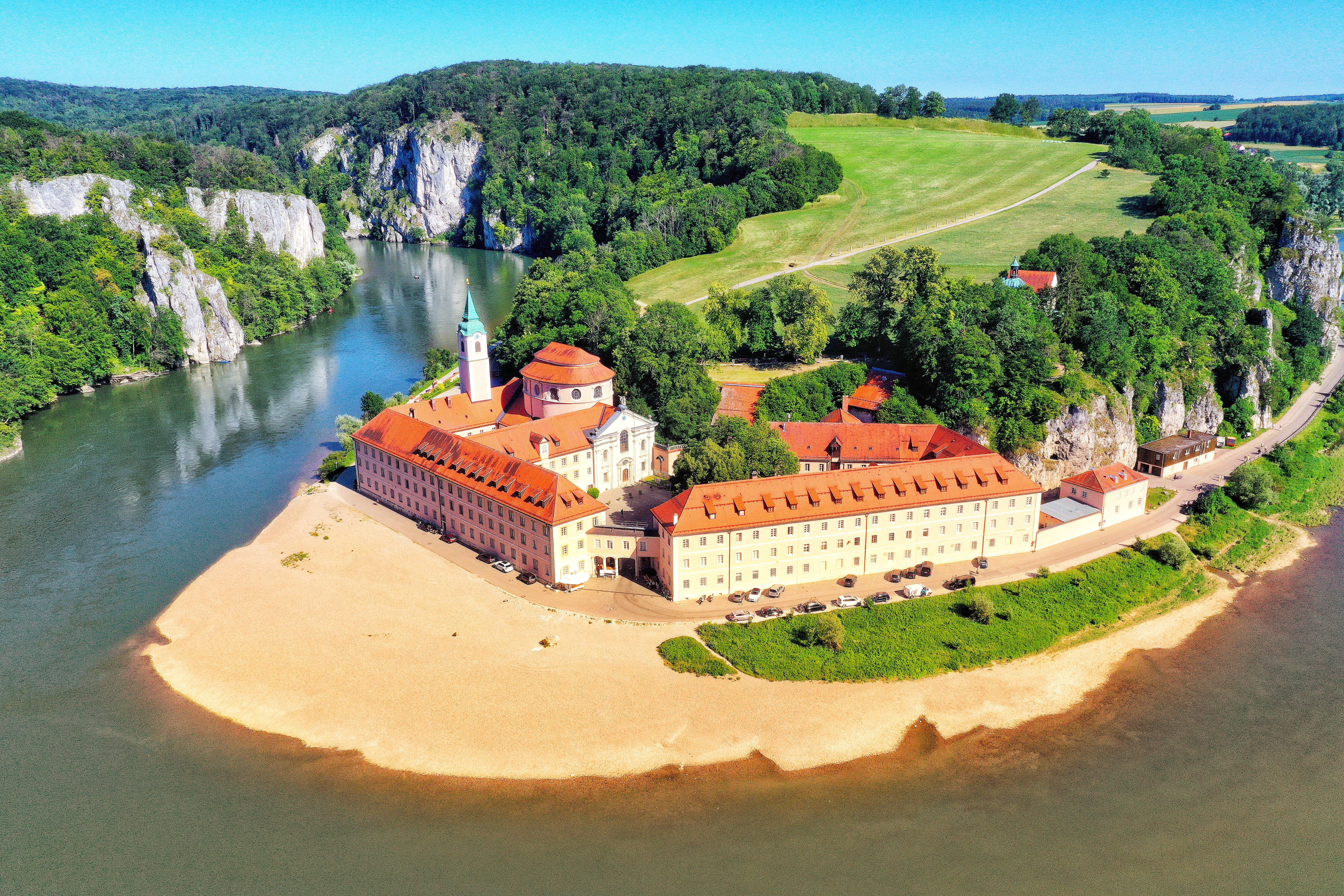
Panoramisch zicht op de abdij van Weltenburg

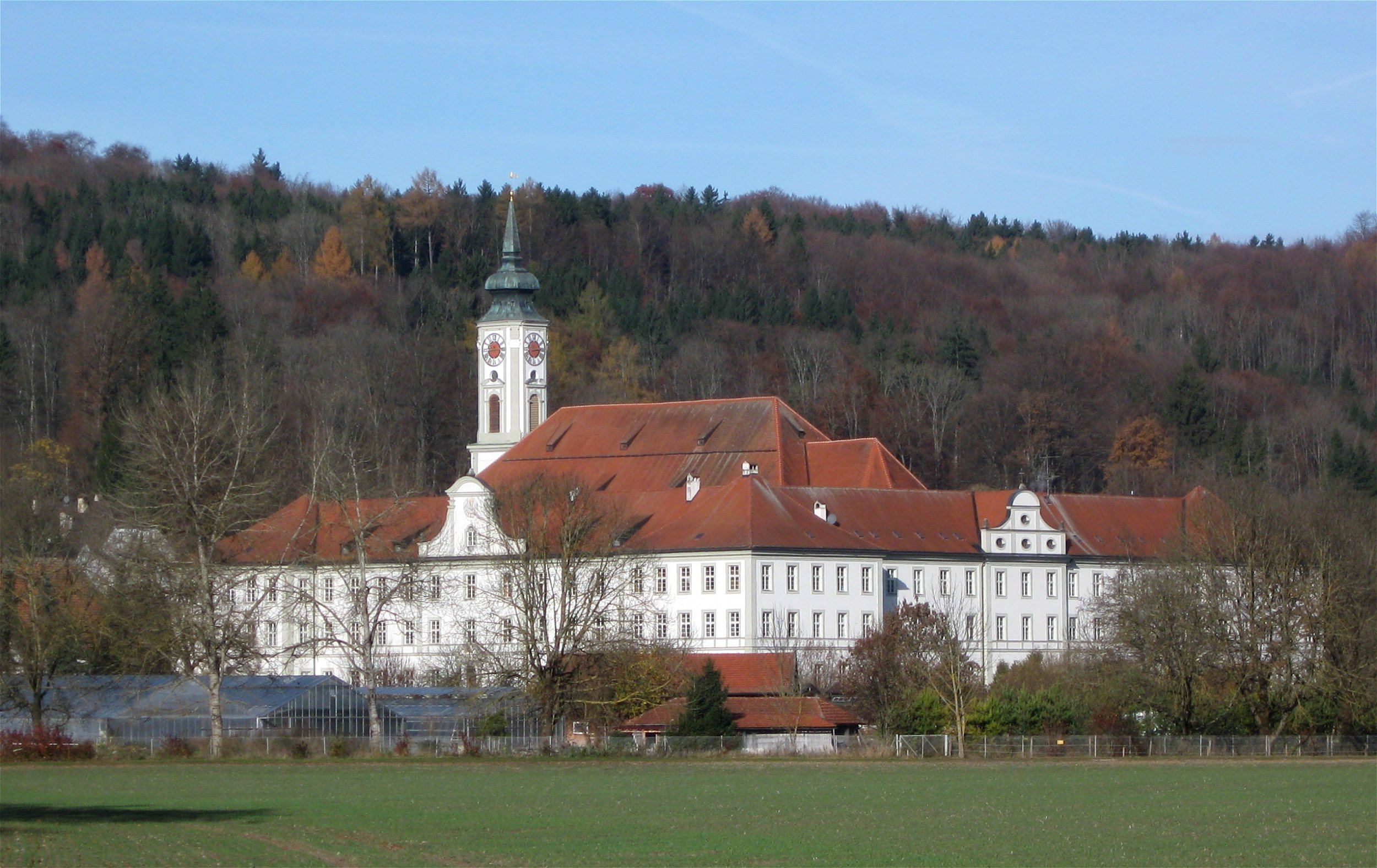
De abdij van Schäftlarn

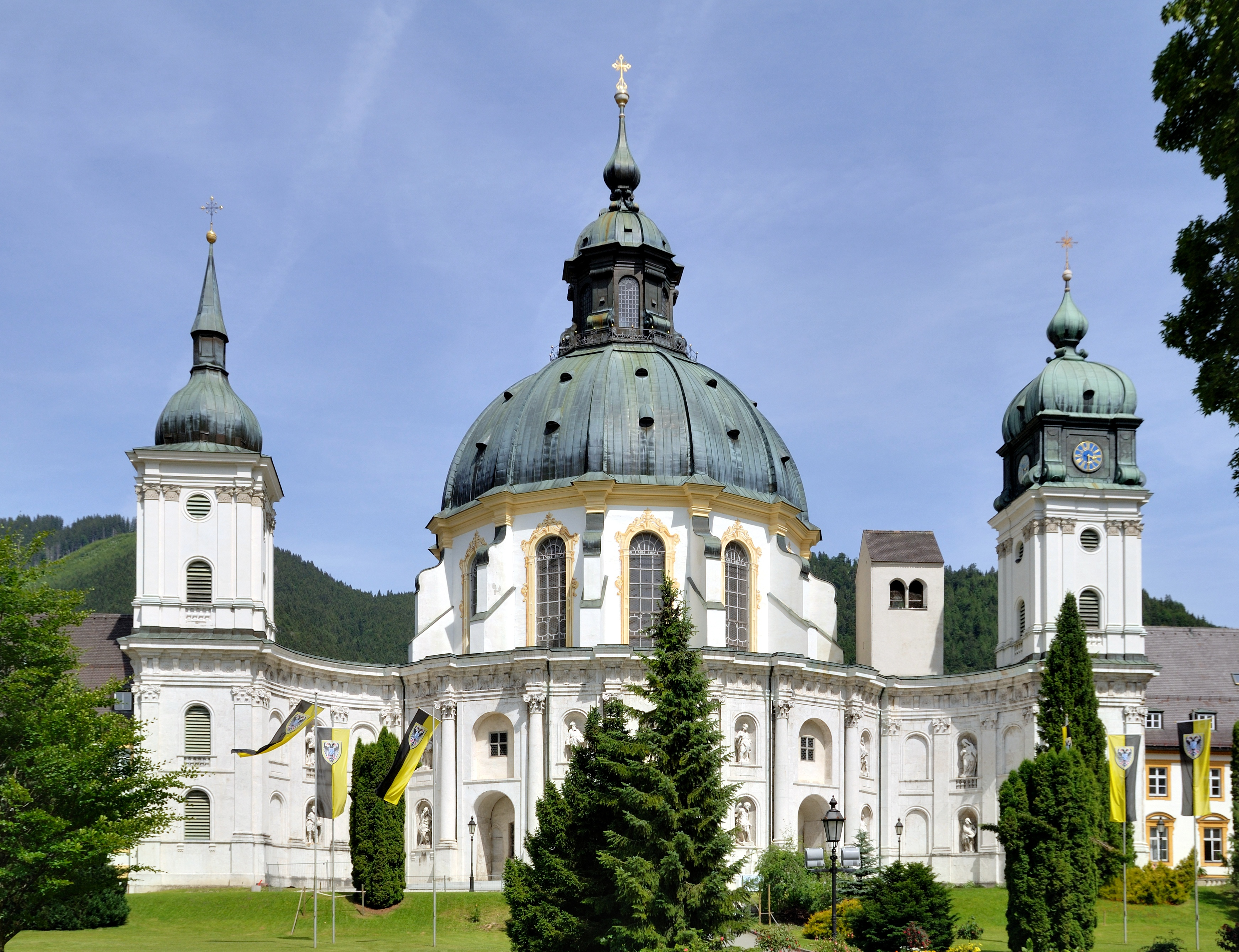
De abdijkerk van de abdij van Ettal

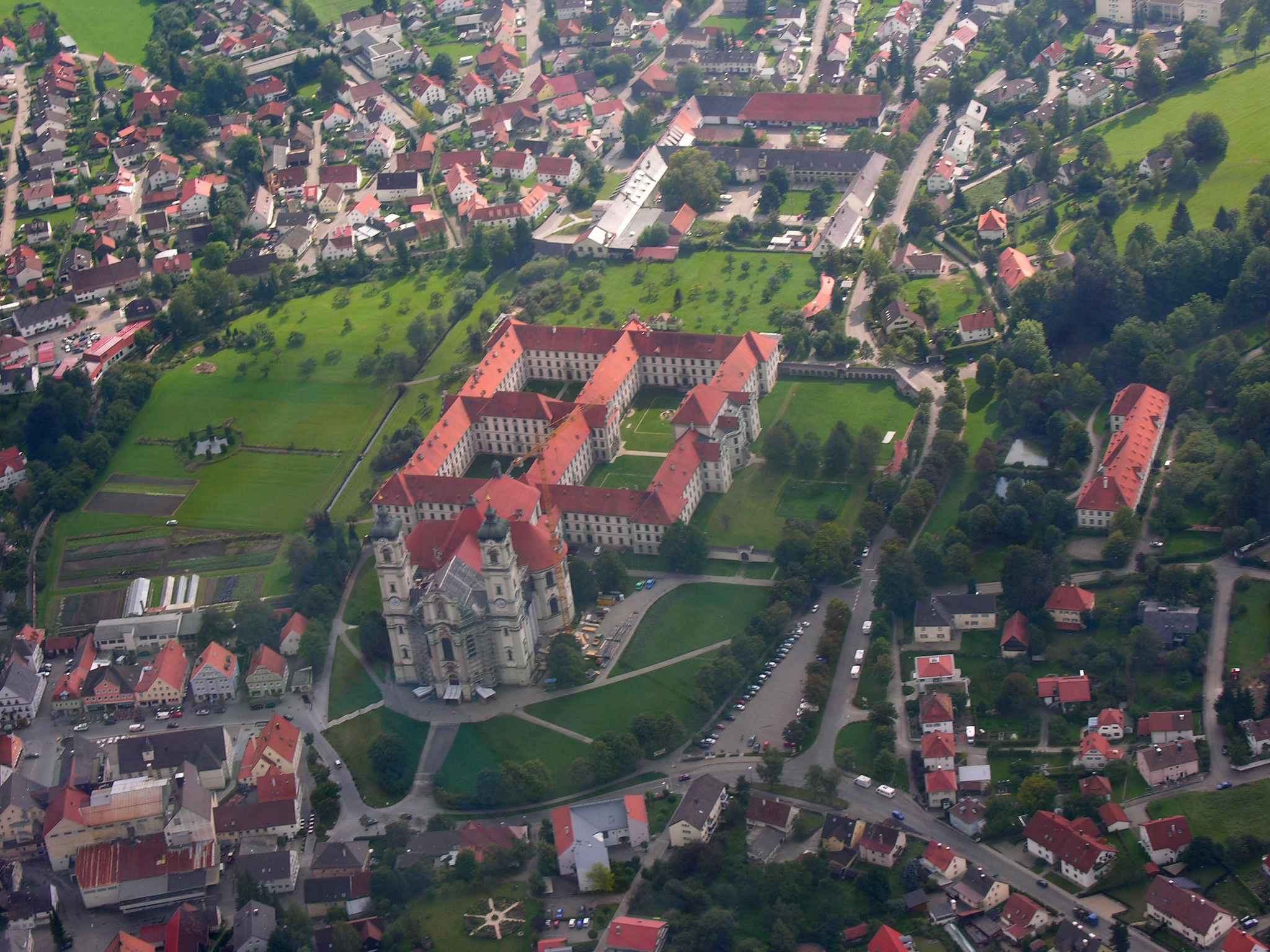
Luchtfoto van de abdij Ottobeuren

De Beierse Congregatie (Duits: Bayerische Benediktinerkongregation) is een van de negentien congregaties van de benedictijnse confederatie van de Orde van Sint-Benedictus.
Zij werd op 26 augustus 1684 opgericht door paus Innocentius XI met de Breve „Circumspecta“  onder de naam « Beierse congregatie van de heilige Beschermengel » (Bayerische Kongregation von den heiligen Schutzengeln). De congregatie was omstreden en kende veel tegenstand bij kerkelijke en wereldse Beierse leiders, waaronder plaatselijke bisschoppen en abten. De stuwende kracht achter de realisatie van de congregatie en de uiteindelijke goedkeuring door de paus was abt Coelestin Vogl van de abdij van Sankt Emmeram. Van bij aanvang hoorden ook niet alle benedictijnenabdijen in Beieren tot de nieuw gevormde congregatie.
Uit de Reichsdeputationshauptschluss van 1803 volgden heel wat verschuivingen in machtsevenwichten en een grotere scheiding van kerk en staat en de Säkularisation in Beieren leidde dat jaar zelfs tot het opheffen van meerdere benedictijnenabdijen.  Ook de Beierse Congregatie wordt opgeheven. Het was paus Pius IX die in 1858 de congregatie opnieuw oprichtte, met de eveneens heropgerichte abdijen.

## Organisatie
Tot 1993 telde de congregatie 11 huizen en 1 priorij, allen gesitueerd in Beieren. Dat jaar richtten de monniken van de abdij van Ettal een priorij op in Wechselburg, Saksen. Sindsdien heeft de congregatie 11 huizen in Beieren met 2 priorijen, een in Beieren en een in Saksen. 
Elk klooster is autonoom, maar zoek elk op zijn manier een eenheid te vormen in de congregatie, gestuurd door de abtpreses, een van de abten van de 11 abdijen die naast zijn taken als abt ook de congregatie leidt. Van de na de heroprichting van de congregatie in 1858 negen abdijen en drie priorijen herwonnen twee van deze drie priorijen terug hun onafhankelijkheid als abdij, met name de abdij van Weltenburg (in 1913) en de abdij Ottobeuren (in 1918). Andechs bleef een priorij. In 1993 werd bovendien de priorij van Wechselburg opgericht.

### Lijst van huizen
Bij de oprichting (en tot 1803)
- Abdij van Andechs
- Abdij van Attel
- Abdij van Benediktbeuern
- Abdij van Ensdorf
- Abdij van Frauenzell
- Abdij van Mallersdorf
- Abdij van Prüfening
- Abdij van Sankt Emmeram
- Abdij van Reichenbach am Regen
- Abdij Rott am Inn
- Abdij van Scheyern
- Abdij van Tegernsee
- Abdij van Thierhaupten
- Abdij van Weihenstephan
- Abdij van Weißenohe
- Abdij van Wessobrunn

Toegetreden met jaar van toetreding
- Abdij van Michelfeld (?)
- Abdij van Weltenburg (1686)
- Abdij van Oberalteich (1687)

Na de heroprichting van de congregatie in 1858
- Abdij van Metten (1858)
  - Abdij van Weltenburg (1858, als priorij van abdij van Metten)
- Sint-Bonifatiusabdij (1858)
  - Abdij van Andechs (1858, als priorij van Sint-Bonifatiusabdij)
- Abdij van Scheyern (1861)
- Abdij van Schäftlarn (1866)
- Sint-Stefanusabdij van Augsburg (1893)
  - Abdij Ottobeuren (1893 als priorij van de Sint-Stefanusabdij)
- Abdij van Ettal (1900)
- Abdij van Plankstetten (1904)
- Abdij van Niederaltaich (1918)
- Abdij van Braunau in Rohr (1984)

Huizen van de congregatie sinds 1993
- Abdij van Metten
- Abdij van Weltenburg
- Sint-Bonifatiusabdij
  - Abdij van Andechs (als priorij van Sint-Bonifatiusabdij)
- Abdij van Scheyern
- Abdij van Schäftlarn
- Sint-Stefanusabdij van Augsburg
- Abdij Ottobeuren
- Abdij van Ettal
  - Priorij van Wechselburg (als priorij van abdij van Ettal)
- Abdij van Plankstetten
- Abdij van Niederaltaich
- Abdij van Braunau in Rohr